# 広島県信用漁業協同組合連合会
広島県信用漁業協同組合連合会（ひろしまけんしんようぎょぎょうきょうどうくみあいれんごうかい）は、広島県広島市中区に本店を置く、広島県内の漁業協同組合の信用事業を統括する県域漁協系金融機関であり、県内漁業協同組合を会員とする。通称は「JFマリンバンク広島信漁連」。統一金融機関コードは9483。

## 沿革
- 1951年 - 設立。

## 店舗所在地
※：括弧内は店舗コード。
- 本店（001）/広島県広島市中区大手町2-9-6 水産会館内
- 福山支店（002）/広島県福山市鞆町鞆843-1
- 広島西支店（035）/広島県廿日市市沖塩屋3-4-23
- 地御前支店（040）/広島県廿日市市地御前5-10-8
- 江能支店（095）/広島県江田島市江田島町江南1-1-35
- 音戸支店（125）/広島県呉市音戸町北隠渡1-12-4
- 尾道支店（225）広島県尾道市土堂1-16-4